# Ключ 91
| 片                     | 片           | 片           |
| ---------------------- | ------------ | ------------ |
| 90                     | 91           | 92           |
| Піньінь:               | piàn         | piàn         |
| Чжуїнь:                | ㄆㄧㄢˋ      | ㄆㄧㄢˋ      |
| Вейд-Джайлз:           | p'ien4       | p'ien4       |
| Ютпхін:                | pin3         | pin3         |
| Он:                    |              |              |
| Кун:                   |              |              |
| Кандзі:                | 片偏 katahen | 片偏 katahen |
| Хун:                   | 조각 jogak   | 조각 jogak   |
| Им:                    | 편 pyeon     | 편 pyeon     |
| Індекс у Вікісловнику: | 片           | 片           |

Ключ 91 — ієрогліфічний ключ, що означає скибка і є одним із 34 (загалом існує 214) ключів Кансі, що складаються з чотирьох рисок.
У Словнику Кансі 77 символів із 40 030 використовують цей ключ.

## Символи, що використовують ключ 91

Як писати ієрогліф.

| без додаткових | 片             |
| 4 додаткові    | 版             |
| 5 додаткових   | 牉 牊          |
| 8 додаткових   | 牋 牌 牍       |
| 9 додаткових   | 牎 牏 牐 牑 牒 |
| 10 додаткових  | 牓 牔          |
| 11 додаткових  | 牕 牖 牗       |
| 15 додаткових  | 牘             |